# The January Man
The January Man es una película de comedia criminal estadounidense de 1989 dirigida por Pat O'Connor a partir de un guion de John Patrick Shanley.
La película está protagonizada por Kevin Kline como Nick Starkey, un inteligente ex detective de la policía de Nueva York que es atraído nuevamente al servicio por su hermano comisionado de policía (Harvey Keitel) cuando un asesino en serie aterroriza la ciudad. Nick se involucra con la hija del alcalde (Mary Elizabeth Mastrantonio) y recibe ayuda en su investigación de su vecino, Ed, un artista (Alan Rickman).

## Reparto
- Kevin Kline como Teniente Nick Starkey
- Susan Sarandon como Christine Starkey
- Mary Elizabeth Mastrantonio como Bernadette Flynn
- Harvey Keitel como Commisionado Frank Starkey
- Danny Aiello como Capitán Vincent Alcoa
- Rod Steiger como Mayor Eamon Flynn
- Alan Rickman como Ed
- Faye Grant como Alison Hawkins
- Kenneth Welsh como Roger Culver
- Bruce MacVittie como Rip
- Bill Cobbs como Detective Reilly
- Gerard Parkes como Reverendo Drew
- Malachy McCourt como Hob
- Colin Mochrie como Pat

## Estreno
La película fue estrenada en Estados Unidos el 13 de enero de 1989 por Metro-Goldwyn-Mayer.